# Landkreis Kielce

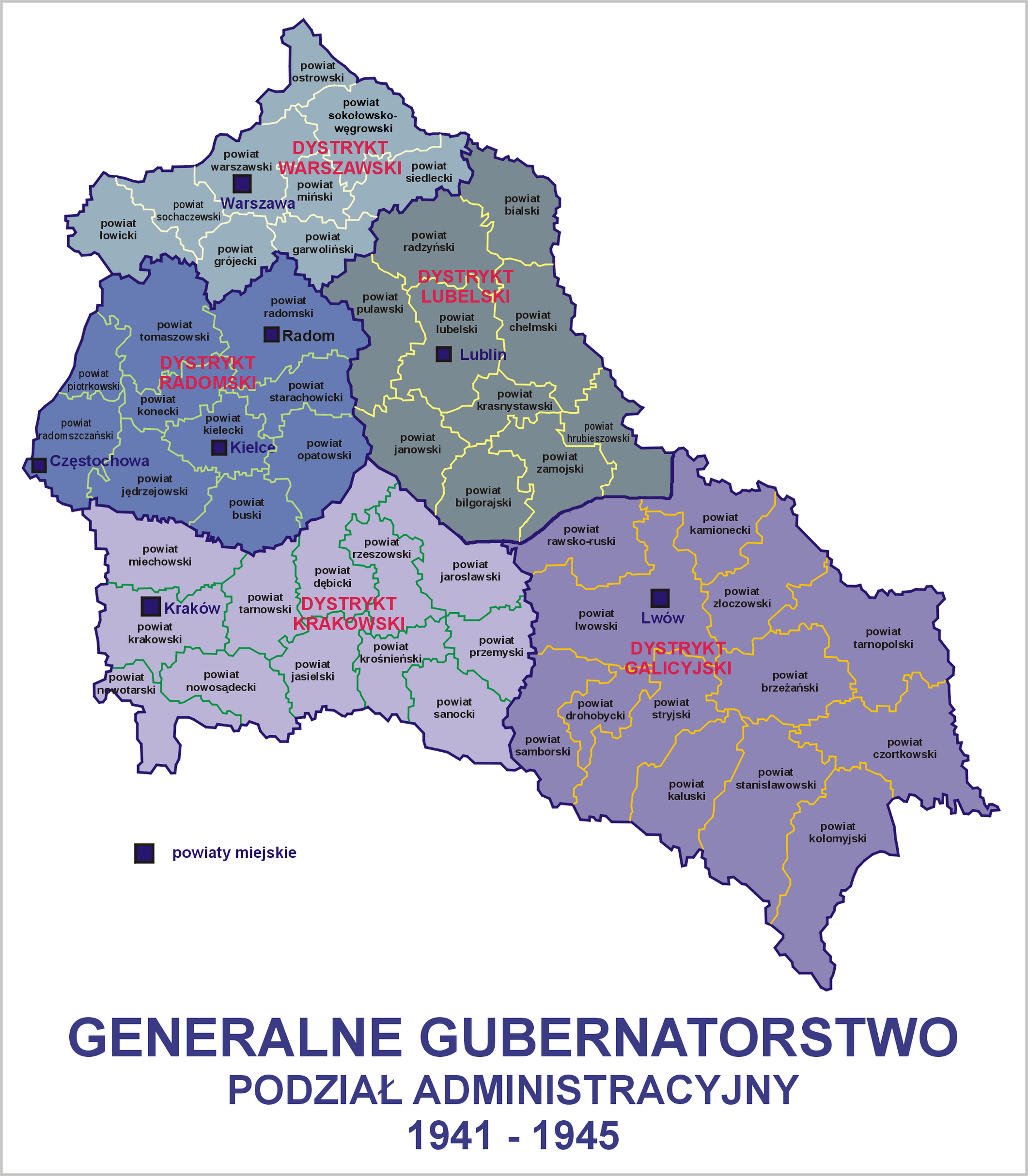
Powiat Kielce-Land na mapie Generalnego Gubernatorstwa

Powiat Kielce-Land (niem. Landkreis Kielce, Kreishauptmannschaft Kielce-Land, pol. powiat kielecki ziemski) - jednostka administracyjna samorządu terytorialnego dystryktu radomskiego w Generalnym Gubernatorstwie.
Powiat ziemski kielecki niemieckich władz okupacyjnych funkcjonował od 26 października 1939 do stycznia 1945. Siedzibą władz powiatu oraz starostwa były Kielce, które same stanowiły miasto wydzielone (powiat grodzki) - tzw. Kreisfreie Stadt (Stadtkreis).